# Bathylychnops exilis
Bathylychnops exilis (ocasionalmente chamado javelin spookfish - peixe-lança assustador) é um peixe mesopelágico transparente e a única espécie conhecida no gênero Bathylychnops. É encontrado no norte do Pacífico.
A espécie é notável por protuberâncias incomuns que brotam de seus olhos, cada uma das quais têm "lentes bem desenvolvidas" e uma retina, o que levou a espécie a ser chamada de peixe "quatro-olhos". Sugere-se que o propósito destes olhos extras seja a detecção de ameaças vindas de baixo, visto que esses olhos estão apontados para baixo.
O peixe foi descrito inicialmente em 1958 por Daniel Cohen.